# Архипов, Артём Сергеевич
Артём Серге́евич Архи́пов (род. 15 декабря 1996, Тамбов) — российский футболист, нападающий.

## Биография
Начал заниматься футболом в шесть лет в тамбовской академии футбола. В Третьем дивизионе играл за местные «Притамбовье» (2013) и «Академию футбола Тамбовской области» (2014). С 2015 года — в составе ФК «Тамбов», в сезонах 2014/15 и 2015/16 провёл 20 матчей, забил один гол; во всех играх выходил на замену или был заменён. Отдавался в аренду в клубы второго дивизиона «Сатурн» Раменское (2017/18 — 22 игры, 4 гола) и «Зоркий» Красногорск (2018/19 — 20 игр, 6 голов); в большинстве игр также был игроком замены. В августе 2019 был отдан в годичную аренду в клуб чемпионата Белоруссии «Городея». В чемпионате 2019 года в 13 играх забил 9 мячей. В 2020 году был арендован солигорским «Шахтёром», в составе которого стал чемпионом Белоруссии.
17 февраля 2021 года было объявлено о том, что Архипов подписал контракт с клубом «Кубань», однако через неделю «Тамбов» заявил о возвращении игрока из аренды из «Шахтёра».
После окончания футбольного сезона 2022/2023 в качестве свободного агента перебрался в подмосковный футбольный клуб Химки, заключив контракт на 3 года.

## Семья
У Артёма Архипова есть брат-близнец Сергей, который также является футболистом. В декабре 2019 года он на правах аренды также перешёл а «Городею».